# Tetraponera minuta
Tetraponera minuta é uma espécie de formiga do gênero Tetraponera, pertencente à subfamília Pseudomyrmecinae.